# Crayon Physics
Crayon Physics est un jeu vidéo de puzzle, créé par Petri Purho et dont la première version, un prototype gratuit, est sortie le 1er juin 2007. La version finale, nommée Crayon Physics Deluxe est sortie le 7 janvier 2009, est payante et a remporté le Grand Prix de l'Independent Games Festival en 2008.

## Système de jeu
Le but du jeu est de déplacer une balle d'un point à un autre du niveau de manière indirecte en dessinant des objets (traits, formes) à l'aide du curseur de la souris, qui agit tel un crayon, ou directement au stylet sur un écran tactile. La balle et les formes créées répondent aux lois de la physique et il est possible d'inventer divers mécanismes (effet de balanciers, pont, catapultes) et réactions en chaîne pour passer les obstacles. Le jeu fait appel à la logique et à la créativité du joueur. Si une pièce ne convient pas ou devient gênante, un clic droit suffit à la supprimer.
Le concept de Crayon Physics rappelle d'autres jeux de réflexion basés sur la physique comme The Incredible Machine et Bill's Tomato Game (1992) si ce n'est que le joueur est ici complètement libre d'inventer ses propres outils.

## Développement

### Prototype
Le jeu original a été développé en moins d'une semaine en utilisant des ressources librement disponibles sous Creative Commons. Crayon Physics reste aujourd'hui un prototype seulement disponible en version de démonstration.

### Crayon Physics Deluxe
Le 10 octobre 2007, Purho révèle qu'il travaille sur une suite, Crayon Physics Deluxe, qui propose davantage de niveaux, un moteur physique évolué qui permet de dessiner plus de formes ainsi qu'un éditeur de niveau,
Cette version devient disponible en pré-commande dès le 10 novembre 2008, et est disponible à l'achat sur le site officiel pour 19,95 $ depuis le 7 janvier 2009. Une adaptation pour iPhone et iPod Touch est aussi téléchargeable depuis le 1er janvier 2009.
Le jeu est inclus dans la troisième édition du Humble Indie Bundle à l'été 2011, des versions Linux et Mac OS X étant disponibles pour l'occasion.

## Accueil

### Critique
- Gamezebo : 4/5[2]
- IGN : 8,8/10[3]
- Jeuxvideo.com : 16/20[4]
- Pocket Gamer : 7/10[5]

### Récompenses
Crayon Physics Deluxe a remporté le Grand prix Seumas-McNally lors de l'Independent Games Festival 2008. Le jeu était également nommé dans la catégorie Meilleur jeu étudiant.